# Association Sportive Manu-Ura
AS Manu-Ura é um time de futebol da cidade de Papeete, capital da Polinésia Francesa, que participa da 1° e única divisão do Campeonato Taitiano de Futebol.

## Estádio
O estádio do Manu Ura é o Stade Paea, com capacidade para 10000 pessoas.